# Hrabstwo Levy

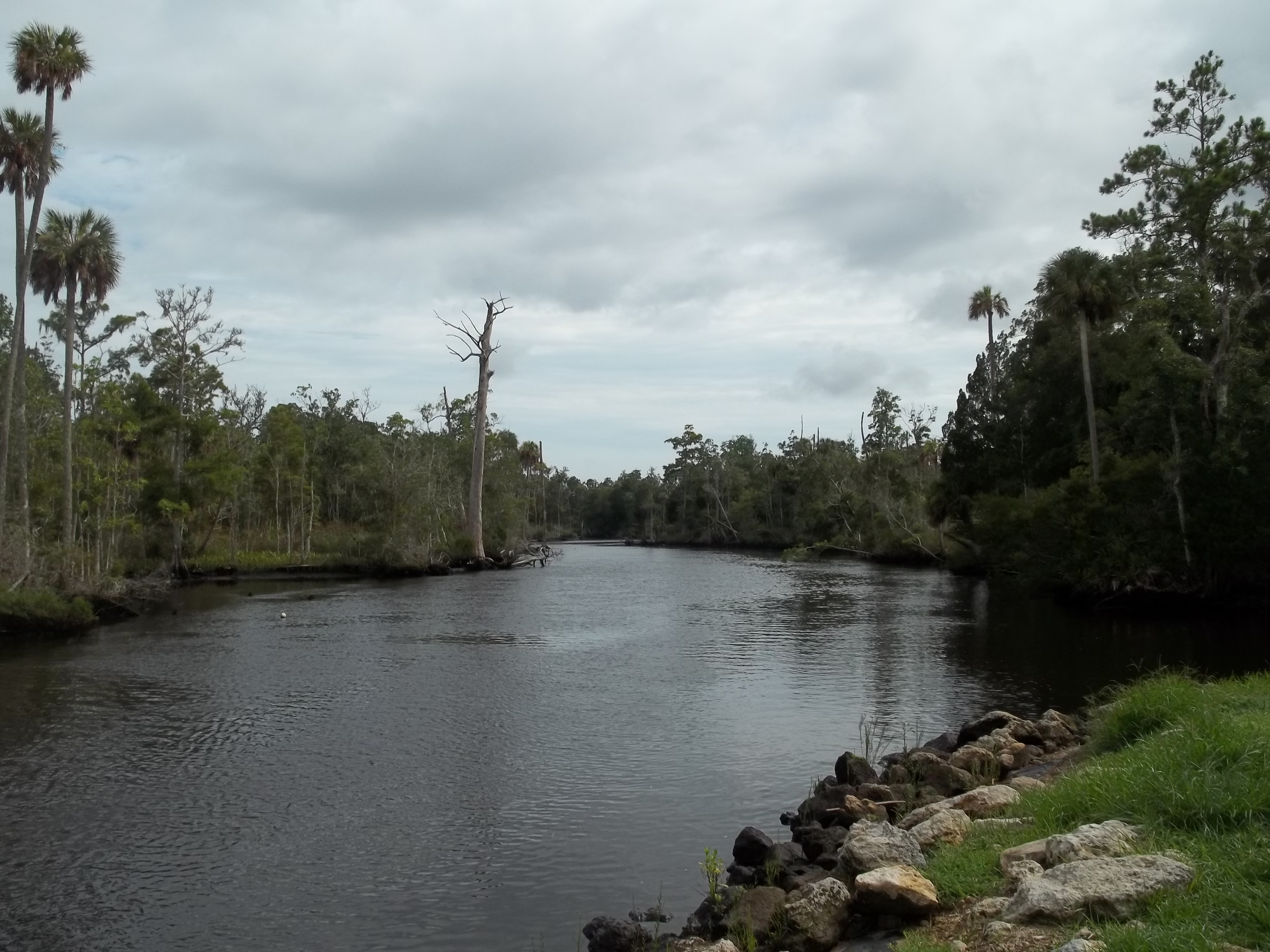
Rzeka Wacassassa

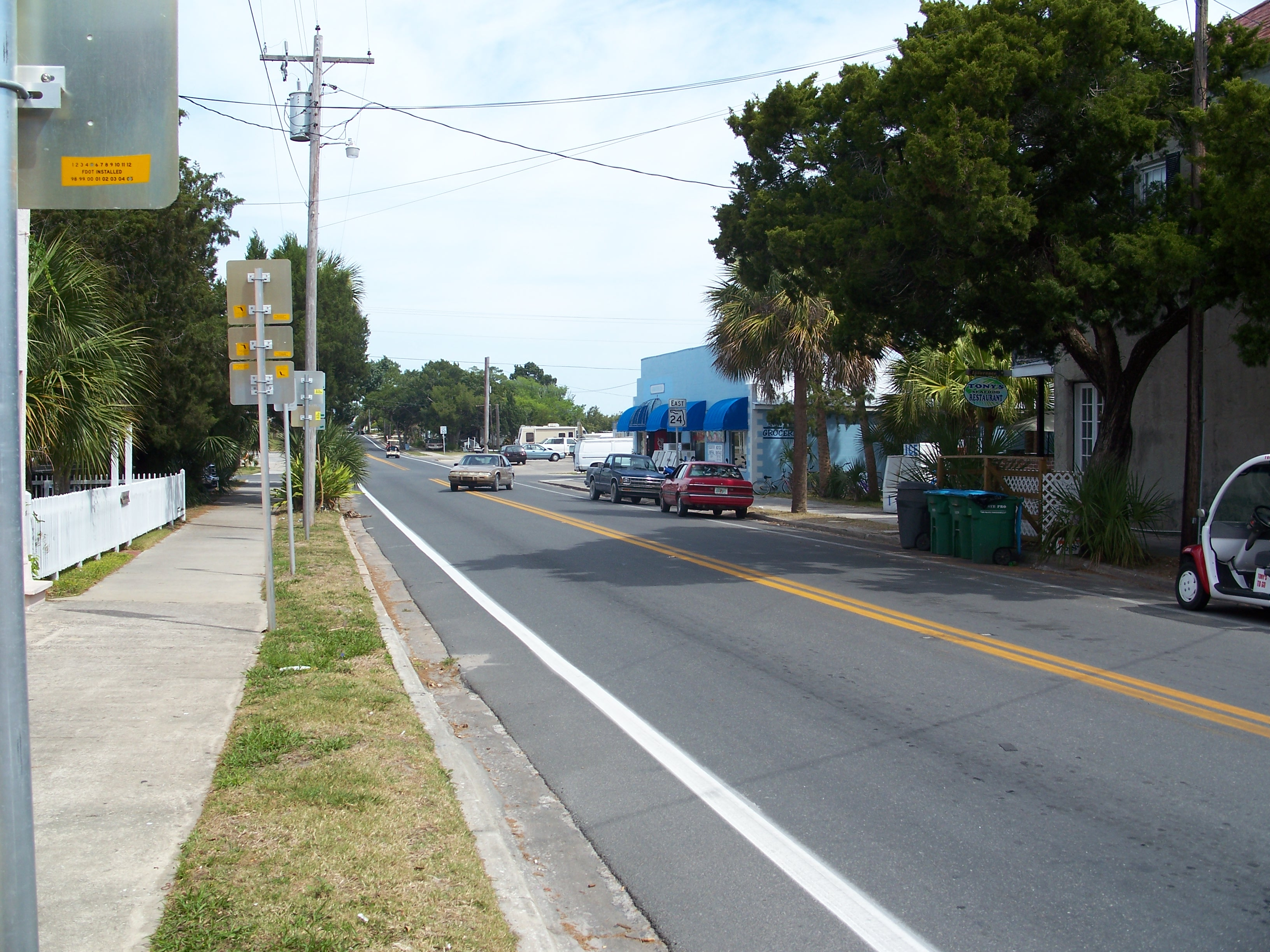
Scena uliczna w Cedar Key

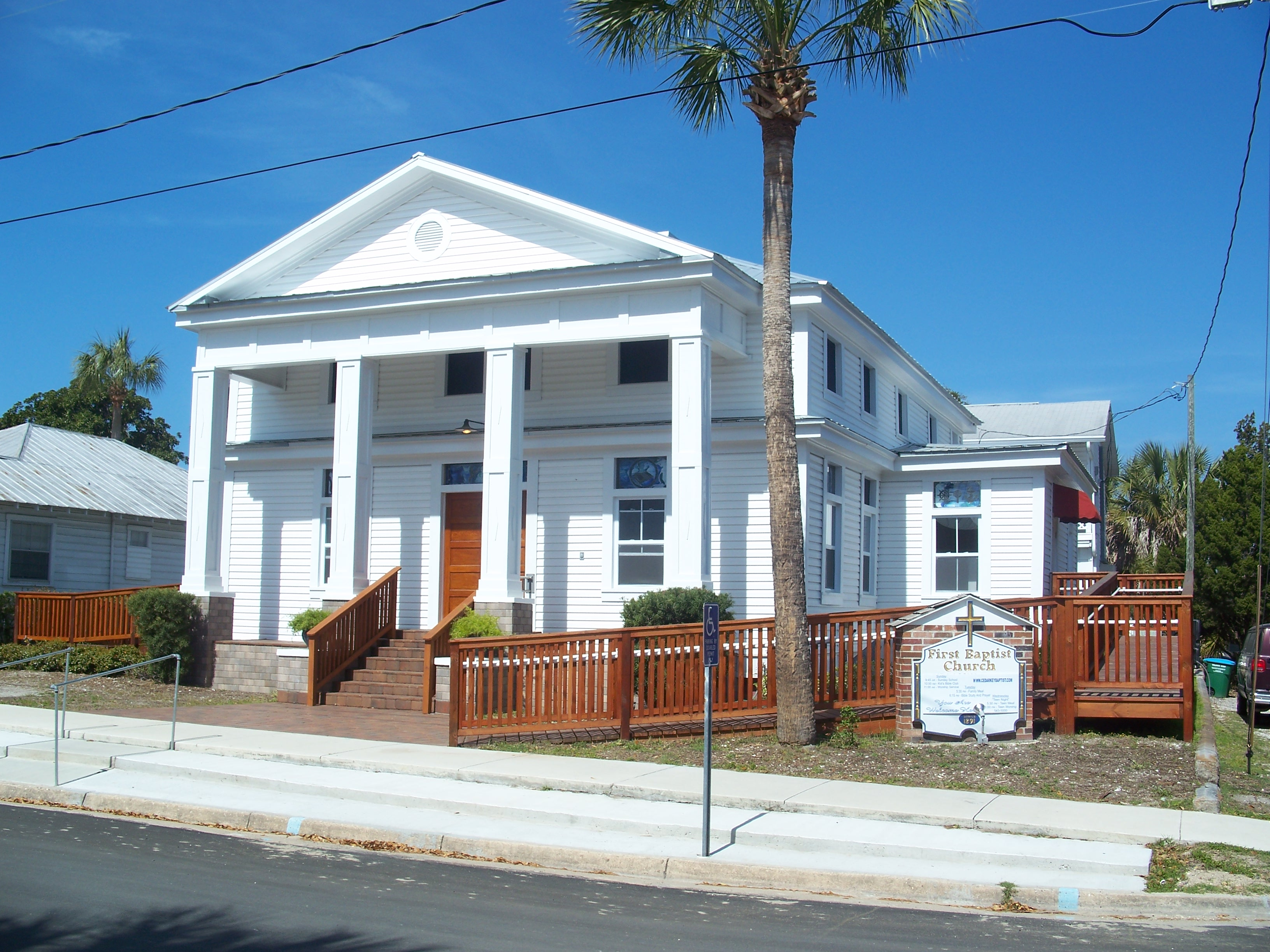
Pierwszy Kościół Baptystów w Cedar Key

Levy County – hrabstwo w stanie Floryda, w Stanach Zjednoczonych. Jego siedzibą administracyjną jest Bronson, a największym miastem Williston.

## Historia
Hrabstwo Levy zostało utworzone 10 marca 1845. Zostało tak nazwane dla upamiętnienia  Davida Levy'ego, który był członkiem amerykańskiego senatu w latach 1845-1851 i 1855-1861.

## Geografia
Według U.S. Census Bureau, hrabstwo to zajmuje obszar 3658 km², w tym 760 km² (21%) to woda. 

### Miejscowości
- Bronson
- Cedar Key
- Chiefland
- Inglis
- Otter Creek
- Williston
- Yankeetown

### CDP
- Andrews
- East Bronson
- East Williston
- Manatee Road
- Morriston
- Raleigh
- Williston Highlands

### Sąsiednie hrabstwa
- Hrabstwo Dixie – zachód
- Hrabstwo Gilchrist – północ
- Hrabstwo Alachua – północny wschód
- Hrabstwo Marion – wschód
- Hrabstwo Citrus – południe

## Demografia
Według spisu z 2020 roku liczy 42,9 tys. mieszkańców, co oznacza wzrost o 5,2% w porównaniu z poprzednim spisem z roku 2010. Według danych pięcioletnich z 2022 roku 86,5% to biali (77,9% nie licząc Latynosów), 9,5% czarnoskórzy lub Afroamerykanie, 2,2% miało rasę mieszaną, 1% Azjaci i 0,8% to rdzenna ludność Ameryki. Latynosi stanowili 9,8% populacji hrabstwa.
Do największych grup należały osoby pochodzenia niemieckiego (12,7%), irlandzkiego (12,4%), angielskiego (12,2%), afroamerykańskiego, „amerykańskiego” (6,8%), włoskiego (4,6%), szkockiego lub szkocko–irlandzkiego (3,8%), meksykańskiego (3,5%) i francuskiego (3,1%). 

## Religia
W 2020 roku największą grupą wyznaniową w hrabstwie są baptyści i inni ewangelikalni protestanci. Religie nieprotestanckie obejmowały głównie: katolików (3,1%), mormonów (3%) i świadków Jehowy (2,4%).

## Polityka
Hrabstwo jest silnie republikańskie, gdzie w wyborach prezydenckich w 2020 roku, 72,4% głosów otrzymał Donald Trump i 26,8% przypadło dla Joe Bidena.  